# 톰-쿡 알고리즘
톰–쿡 알고리즘(Toom–Cook algorithm)은 안드레이 톰과 스테픈 쿡이 제안한 곱셈 알고리즘으로 큰 두 정수를 곱할 때 사용된다.
톰-쿡 알고리즘에서는 큰 정수 a와 b를 곱하기 위해, 두 수를 작은 조각으로 나눈다. 조각의 수를 k라고 할때, k가 커질수록 곱셈의 내부 연산법은 복잡해지지만, 전체 시간 복잡도는 낮아진다. 이 곱셈 방법은 나눠진 각각의 조각에 대해서도 다시 적용할 수 있기 때문에, 조각이 작아질때까지 재귀적으로 사용할 수 있다.
톰-3 알고리즘은 k가 3일 경우를 가리키며, 9번의 곱셈을 5번으로 단축시켜, Θ(nlog(5)/log(3)), 즉 Θ(n1.465) 시간 안에 곱셈을 완료한다. 일반적으로 톰-k 알고리즘은 Θ(c(k) ne) 시간에 수행될 수 있다. 여기서 e = log(2k − 1) / log(k), ne은 조각들 간의 곱셈에 걸리는 시간, c는 덧셈이나 뺄셈, 혹은 작은 상수와의 곱셈에 걸리는 시간을 뜻한다. 카라슈바 알고리즘은 톰-쿡 알고리즘에서 k가 2인 특별한 경우로, 4번의 곱셈을 3번으로 줄여 Θ(nlog(3)/log(2)) 시간 안에 수행된다. k가 1인 경우는 일반적인 곱셈 알고리즘과 동일해지며 시간 복잡도는 Θ(n2)가 된다.
k값을 증가시켜서 e값을 거의 1에 가깝게 낮출수 있지만, 이 경우 c의 값이 급속하게 커져 소용이 없다. 이런 부가적인 연산 때문에 톰-쿡 알고리즘은 작은 정수의 곱셈에 적용하면 일반 곱셈법보다 느려지기에 이 알고리즘은 적당히 큰 정수에 사용되며, 정수 크기가 훨씬 더 커질 경우는 시간복잡도가 Θ(n log n log log n)인 쇤하게-슈트라센 알고리즘이더빠 르게 된다.
톰은 1963년에 처음 이 알고리즘을 제시하였고, 쿡은 1966년에 그의 박사 논문에서 이 알고리즘을 개량시켰다.

## 상세
이 단락은 톰-k 알고리즘이 어떻게 작동하는지를 간략하게 설명한다. 알고리즘은 크게 5단계를 거쳐 완료된다.
1. 분할
2. 평가
3. 점별 곱셈
4. 보간
5. 합성

큰 정수를 구현하는데 있어서, 대개 위치 기수법으로 각 자리의 정수를 표현하는 방법이 자주 사용된다. 이 때의 밑을 b라고 하자. 이 예시에서는 b = 10000을 사용할 것이므로, 한 자리에는 4개의 10진 정수가 들어가게 된다. (실제 컴퓨터 구현에서는 연산의 효율성을 위해 b값으로 2의 거듭제곱이 사용된다.) 두 큰 정수를 다음과 같다고 하자.
| m | = | 12 | 3456 | 7890 | 1234 | 5678 | 9012  |
| n | = | 9  | 8765 | 4321 | 9876 | 5432 | 1098. |

물론 이 정수들은 톰-쿡 알고리즘을 사용하기엔 작아서, 그냥 일반 곱셈법이 훨씬 빠르다. 하지만 설명을 위해 이 값을 사용하도록 한다.

### 분할
첫번째 단계는 정수를 k개의 조각으로 자르기 위한 적절한 단위인 B = bi를 찾는 것이다. 일반적으로 i는 다음과 같이 구할 수 있다.
{\displaystyle i=\max\{{\lfloor }{\lfloor }\log _{b}m{\rfloor }/k{\rfloor },{\lfloor }{\lfloor }\log _{b}n{\rfloor }/k{\rfloor }\}+1.}
이 예제에서는 톰-3 알고리즘을 사용할 것이므로, B = b2 = 108가 된다. 이 B값을 단위로 m과 n을 자르면 mi, ni는 다음과 같이 될 것이다.
{\displaystyle {\begin{aligned}m_{2}&{}=123456\\m_{1}&{}=78901234\\m_{0}&{}=56789012\\n_{2}&{}=98765\\n_{1}&{}=43219876\\n_{0}&{}=54321098\end{aligned}}}
우리는 이 수를 계수로 하는 k−1차 다항식을 만들것이다.
{\displaystyle p(x)=m_{2}x^{2}+m_{1}x+m_{0}=123456x^{2}+78901234x+56789012\,}
{\displaystyle q(x)=n_{2}x^{2}+n_{1}x+n_{0}=98765x^{2}+43219876x+54321098\,}
다항식을 이렇게 정의하면 p(B) = m, q(B) = n이 된다. 이렇게 정의한 목적은 두 다항식의 곱인 r(x) = p(x)q(x)를 구하기 위해서이다. 즉 우리가 구하고자 하는 결과는 이 다항식에 B를 대입함으로써 얻을 수 있다. r(B) = m×n
m과 n을 일반적인 곱셈법으로 곱하면 (여기서는 3 조각으로 나누었으므로), 조각 간의 곱셈이 9번 필요하다. 하지만, r(x)는 2(k−1)차 다항식(k가 3이므로 4차 다항식)이므로, 2k−1개의 미지 계수를 구하기 위해서는 2k-1개의 방정식만 있으면 된다. 이 방정식은 선형 대수를 이용하여 간단한 방법으로 풀어낼 수 있으므로, 결과적으로 일반 곱셈법보다 적은 수의 곱셈을 사용하여 결과를 얻을 수 있게 된다.
만약 곱하는 두 수의 자리수가 다를 경우 k값을 m과 n에 따라 다르게 주는 것이 유용하다. 톰-2.5 알고리즘에서는 km = 3 and kn = 2 와 같은 값을 사용한다. 이 때의 i는 다음과 같이 구할 수 있다.
{\displaystyle i=\max\{{\lfloor }{\lceil }\log _{b}m{\rceil }/k_{m}{\rfloor },{\lfloor }{\lceil }\log _{b}n{\rceil }/k_{n}{\rfloor }\}.}

### 평가
앞서 언급했듯, 톰-쿡 알고리즘에서는 r(B)를 구하기 위해 r(x)의 각 계수를 구한다. 이 계수를 구하기 위해 적당한 x를 선정하여 p(x)와 q(x)의 값을 구한다. (k가 3인 경우 r(x)는 4차식이 되고, 미지계수는 5개이므로 총 5개의 지점을 구해야한다.) 간단한 계산을 위해 대개 x는 0이나 1, 2, &minus1, &minus2 등의 값을 넣는다.
특별한 지점으로 흔히 무한대로 표기하는 값이 있는데, 이는 극한 표기를 간단하게 적은 것으로 최고 차항의 계수를 뜻한다.
이 예제에서는 x에 0, 1, −1, −2, ∞을 넣어 계산해볼 것이다:
{\displaystyle {\begin{aligned}p(0)&{}=m_{0}+m_{1}(0)+m_{2}(0)^{2}=m_{0}\\p(1)&{}=m_{0}+m_{1}(1)+m_{2}(1)^{2}=m_{0}+m_{1}+m_{2}\\p(-1)&{}=m_{0}+m_{1}(-1)+m_{2}(-1)^{2}=m_{0}-m_{1}+m_{2}\\p(-2)&{}=m_{0}+m_{1}(-2)+m_{2}(-2)^{2}=m_{0}-2m_{1}+4m_{2}\\p(\infty )&{}=m_{2}\end{aligned}}}
q에 대해서도 마찬가지. 예시의 값을 실제로 대입하면 다음과 같다:
| p(0)  | = | m0             | = | 56789012                         | = | 56789012   |
| p(1)  | = | m0 + m1 + m2   | = | 56789012 + 78901234 + 123456     | = | 135813702  |
| p(−1) | = | m0 − m1 + m2   | = | 56789012 − 78901234 + 123456     | = | −21988766  |
| p(−2) | = | m0 − 2m1 + 4m2 | = | 56789012 − 2×78901234 + 4×123456 | = | −100519632 |
| p(∞)  | = | m2             | = | 123456                           | = | 123456     |
| q(0)  | = | n0             | = | 54321098                         | = | 54321098   |
| q(1)  | = | n0 + n1 + n2   | = | 54321098 + 43219876 + 98765      | = | 97639739   |
| q(−1) | = | n0 − n1 + n2   | = | 54321098 − 43219876 + 98765      | = | 11199987   |
| q(−2) | = | n0 − 2n1 + 4n2 | = | 54321098 − 2×43219876 + 4×98765  | = | −31723594  |
| q(∞)  | = | n2             | = | 98765                            | = | 98765.     |

위에 보이는대로 결과값이 음수가 될 수도 있다.
다음과 같이 행렬로 간단하게 표현할 수 있다. 이 표현은 보간 과정에서도 유용하게 쓸 수 있다.
{\displaystyle \left({\begin{matrix}p(0)\\p(1)\\p(-1)\\p(-2)\\p(\infty )\end{matrix}}\right)=\left({\begin{matrix}0^{0}&0^{1}&0^{2}\\1^{0}&1^{1}&1^{2}\\(-1)^{0}&(-1)^{1}&(-1)^{2}\\(-2)^{0}&(-2)^{1}&(-2)^{2}\\0&0&1\end{matrix}}\right)\left({\begin{matrix}m_{0}\\m_{1}\\m_{2}\end{matrix}}\right)=\left({\begin{matrix}1&0&0\\1&1&1\\1&-1&1\\1&-2&4\\0&0&1\end{matrix}}\right)\left({\begin{matrix}m_{0}\\m_{1}\\m_{2}\end{matrix}}\right).}

#### 빠른 평가
평가 시 각 지점에서 중복되는 연산을 줄여 더 빠르게 계산하는 방법이 있다. 이 방법을 사용할 경우 덧셈/뺄셈의 수를 줄일 수 있다. 여기에서는 톰-3의 경우만 제시한다.
| p0    | ← | m0 + m2             | = | 56789012 + 123456                   | = | 56912468    |
| p(0)  | = | m0                  | = | 56789012                            | = | 56789012    |
| p(1)  | = | p0 + m1             | = | 56912468 + 78901234                 | = | 135813702   |
| p(−1) | = | p0 − m1             | = | 56912468 − 78901234                 | = | −21988766   |
| p(−2) | = | (p(−1) + m2)×2 − m0 | = | (− 21988766 + 123456 )×2 − 56789012 | = | − 100519632 |
| p(∞)  | = | m2                  | = | 123456                              | = | 123456.     |

이 과정은 오직 5번의 덧셈/뺄셈이 필요하다. 이는 단순 계산보다 1회 적은 것이다.

### 점별 곱셈
두 다항식 p(x)와 q(x)를 통째로 곱하는 대신, 앞에서 구한 여러 개의 지점에 대해서 p(a)q(a)를 구한다. 이는 원래 목표였던 큰 정수끼리의 곱셈보다 훨씬 작은 수끼리의 연산이 된다. 게다가 점별 곱셈 과정에 톰-쿡 알고리즘을 재귀적으로 사용하여 실제로 곱하게 되는 수를 일반 곱셈법으로도 충분히 빠르게 곱할 수 있는 크기로 줄일 수 있다. 이 예시의 결과물은 다음과 같을 것이다.
| r(0)  | = | p(0)q(0)   | = | 56789012 × 54321098    | = | 3084841486175176  |
| r(1)  | = | p(1)q(1)   | = | 135813702 × 97639739   | = | 13260814415903778 |
| r(−1) | = | p(−1)q(−1) | = | −21988766 × 11199987   | = | −246273893346042  |
| r(−2) | = | p(−2)q(−2) | = | −100519632 × −31723594 | = | 3188843994597408  |
| r(∞)  | = | p(∞)q(∞)   | = | 123456 × 98765         | = | 12193131840.      |

이 과정이 가장 시간을 오래 잡아먹는 부분이다. 나머지 과정은 m과 n의 크기와 선형의 시간복잡도를 갖기만, 오직 이 과정만 그보다 큰 시간복잡도를 갖는다.

### 보간
이 과정은 전체 과정 중 가장 복잡한 과정으로, 위에서 구한 점별 곱셈 결과를 이용하여 다항식 r(x)의 미지계수를 구하는 과정이다.
{\displaystyle {\begin{aligned}\left({\begin{matrix}r(0)\\r(1)\\r(-1)\\r(-2)\\r(\infty )\end{matrix}}\right)&{}=\left({\begin{matrix}0^{0}&0^{1}&0^{2}&0^{3}&0^{4}\\1^{0}&1^{1}&1^{2}&1^{3}&1^{4}\\(-1)^{0}&(-1)^{1}&(-1)^{2}&(-1)^{3}&(-1)^{4}\\(-2)^{0}&(-2)^{1}&(-2)^{2}&(-2)^{3}&(-2)^{4}\\0&0&0&0&1\end{matrix}}\right)\left({\begin{matrix}r_{0}\\r_{1}\\r_{2}\\r_{3}\\r_{4}\end{matrix}}\right)\\&{}=\left({\begin{matrix}1&0&0&0&0\\1&1&1&1&1\\1&-1&1&-1&1\\1&-2&4&-8&16\\0&0&0&0&1\end{matrix}}\right)\left({\begin{matrix}r_{0}\\r_{1}\\r_{2}\\r_{3}\\r_{4}\end{matrix}}\right).\end{aligned}}}
이 행렬은 평가 과정에서 만들었던 행렬과 같은 방식으로 만들어진 것이다. 가우스 소거법을 통해 이 행렬의 역행렬을 구할수도 있지만, 이는 너무 느리다. 하지만 우리가 앞서 고른 지점이 0, 1, &minus1, 2, &minus2 등으로 단순하므로 복잡한 계산과정 없이 행렬을 풀어낼 수 있다.
{\displaystyle {\begin{aligned}\left({\begin{matrix}r_{0}\\r_{1}\\r_{2}\\r_{3}\\r_{4}\end{matrix}}\right)&{}=\left({\begin{matrix}1&0&0&0&0\\1&1&1&1&1\\1&-1&1&-1&1\\1&-2&4&-8&16\\0&0&0&0&1\end{matrix}}\right)^{-1}\left({\begin{matrix}r(0)\\r(1)\\r(-1)\\r(-2)\\r(\infty )\end{matrix}}\right)\\&{}=\left({\begin{matrix}1&0&0&0&0\\1/2&1/3&-1&1/6&-2\\-1&1/2&1/2&0&-1\\-1/2&1/6&1/2&-1/6&2\\0&0&0&0&1\end{matrix}}\right)\left({\begin{matrix}r(0)\\r(1)\\r(-1)\\r(-2)\\r(\infty )\end{matrix}}\right).\end{aligned}}}
이제 남은 과정들은 모두 행렬-벡터 간의 곱셈이다. 행렬에 분수가 들어있지만, 그 결과는 정수로 나온다. 그렇기에 이 과정은 정수 간의 덧셈/뺄셈과 작은 상수를 곱하고 나누는 연산만 가지고 수행할 수 있다. 하지만 이 과정을 효율적으로 짜는 것은 쉽지 않은 일이다. 여기에서는 톰-3 알고리즘의 효율적인 방법을 소개한다.
| r0 | ← | r(0)                | = | 3084841486175176                                            |
| r4 | ← | r(∞)                | = | 12193131840                                                 |
| r3 | ← | (r(−2) − r(1))/3    | = | (3188843994597408 − 13260814415903778)/3                    |
|    |   |                     | = | −3357323473768790                                           |
| r1 | ← | (r(1) − r(−1))/2    | = | (13260814415903778 − (−246273893346042))/2                  |
|    |   |                     | = | 6753544154624910                                            |
| r2 | ← | r(−1) − r(0)        | = | −246273893346042 − 3084841486175176                         |
|    |   |                     | = | −3331115379521218                                           |
| r3 | ← | (r2 − r3)/2 + 2r(∞) | = | (−3331115379521218 − (−3357323473768790))/2 + 2×12193131840 |
|    |   |                     | = | 13128433387466                                              |
| r2 | ← | r2 + r1 − r4        | = | −3331115379521218 + 6753544154624910 − 12193131840          |
|    |   |                     | = | 3422416581971852                                            |
| r1 | ← | r1 − r3             | = | 6753544154624910 − 13128433387466                           |
|    |   |                     | = | 6740415721237444.                                           |

이제 다항식 r(x)의 모든 계수를 알게 되었다:
{\displaystyle {\begin{aligned}r(x)&{}=3084841486175176\\&{}\quad +6740415721237444x\\&{}\quad +3422416581971852x^{2}\\&{}\quad +13128433387466x^{3}\\&{}\quad +12193131840x^{4}.\end{aligned}}}
만약 두 정수의 크기가 다르거나, 평가 지점이 다르다면 이 행렬 계산식 역시 달라질 것이다. 하지만 이는 사전에 계산될 수 있는 부분이므로 미리 효율적으로 작성해 둘 수 있다.

### 합성
최종적으로 다항식 r(x)에 B를 대입하여 결과를 얻어낼 수 있다. 여기서 b = 104였으므로, B = b2 = 108이다.
|   |     |      |      |      |      |      |      | 3084 | 8414 | 8617 | 5176 |  |  |  |  |  |  |  |  |  |  |  |  |  |  |  |  |  |  |  |  |  |  |  |  |  |  |  |  |  |  |  |  |  |  |  |  |  |  |  |  |  |  |  |  |  |  |  |  |  |  |  |  |  |  |  |  |  |  |  |  |  |  |  |  |  |  |  |  |  |  |  |  |  |  |  |  |  |  |  |  |  |  |  |  |  |  |  |  |
|   |     |      |      |      |      | 6740 | 4157 | 2123 | 7444 |      |      |  |  |  |  |  |  |  |  |  |  |  |  |  |  |  |  |  |  |  |  |  |  |  |  |  |  |  |  |  |  |  |  |  |  |  |  |  |  |  |  |  |  |  |  |  |  |  |  |  |  |  |  |  |  |  |  |  |  |  |  |  |  |  |  |  |  |  |  |  |  |  |  |  |  |  |  |  |  |  |  |  |  |  |  |  |  |  |  |
|   |     |      |      | 3422 | 4165 | 8197 | 1852 |      |      |      |      |  |  |  |  |  |  |  |  |  |  |  |  |  |  |  |  |  |  |  |  |  |  |  |  |  |  |  |  |  |  |  |  |  |  |  |  |  |  |  |  |  |  |  |  |  |  |  |  |  |  |  |  |  |  |  |  |  |  |  |  |  |  |  |  |  |  |  |  |  |  |  |  |  |  |  |  |  |  |  |  |  |  |  |  |  |  |  |  |
|   |     | 13   | 1284 | 3338 | 7466 |      |      |      |      |      |      |  |  |  |  |  |  |  |  |  |  |  |  |  |  |  |  |  |  |  |  |  |  |  |  |  |  |  |  |  |  |  |  |  |  |  |  |  |  |  |  |  |  |  |  |  |  |  |  |  |  |  |  |  |  |  |  |  |  |  |  |  |  |  |  |  |  |  |  |  |  |  |  |  |  |  |  |  |  |  |  |  |  |  |  |  |  |  |  |
| + | 121 | 9313 | 1840 |      |      |      |      |      |      |      |      |  |  |  |  |  |  |  |  |  |  |  |  |  |  |  |  |  |  |  |  |  |  |  |  |  |  |  |  |  |  |  |  |  |  |  |  |  |  |  |  |  |  |  |  |  |  |  |  |  |  |  |  |  |  |  |  |  |  |  |  |  |  |  |  |  |  |  |  |  |  |  |  |  |  |  |  |  |  |  |  |  |  |  |  |  |  |  |  |
|   |     |      |      |      |      |      |      |      |      |      |      |  |  |  |  |  |  |  |  |  |  |  |  |  |  |  |  |  |  |  |  |  |  |  |  |  |  |  |  |  |  |  |  |  |  |  |  |  |  |  |  |  |  |  |  |  |  |  |  |  |  |  |  |  |  |  |  |  |  |  |  |  |  |  |  |  |  |  |  |  |  |  |  |  |  |  |  |  |  |  |  |  |  |  |  |  |  |  |  |
|   | 121 | 9326 | 3124 | 6761 | 1632 | 4937 | 6009 | 5208 | 5858 | 8617 | 5176 |  |  |  |  |  |  |  |  |  |  |  |  |  |  |  |  |  |  |  |  |  |  |  |  |  |  |  |  |  |  |  |  |  |  |  |  |  |  |  |  |  |  |  |  |  |  |  |  |  |  |  |  |  |  |  |  |  |  |  |  |  |  |  |  |  |  |  |  |  |  |  |  |  |  |  |  |  |  |  |  |  |  |  |  |  |  |  |  |

위 결과가 1234567890123456789012와 987654321987654321098의 곱이다.

## k값에 따른 보간 행렬
k값에 따른 보간 행렬을 몇 가지 정리해두었다.

### 톰-1
톰-1 (km = kn = 1)은 1개의 지점만을 필요로 한다. 여기서는 0을 잡았다. 사실 이는 일반 곱셈알고리즘과 동일하다:
{\displaystyle \left({\begin{matrix}1\end{matrix}}\right)^{-1}=\left({\begin{matrix}1\end{matrix}}\right).}

### 톰-1.5
톰-1.5 (km = 2, kn = 1)는 2개의 지점을 필요로 한다. 여기서는 0과 ∞를 잡았다. 보간 행렬은 단위행렬과 동일하다:
{\displaystyle \left({\begin{matrix}1&0\\0&1\end{matrix}}\right)^{-1}=\left({\begin{matrix}1&0\\0&1\end{matrix}}\right).}

### 톰-2
톰-2 (km = 2, kn = 2)은 3개의 지점을 필요로 하고, 대개 0, 1, ∞를 잡는다. 이는 카라슈바 알고리즘과 동일하다:
{\displaystyle \left({\begin{matrix}1&0&0\\1&1&1\\0&0&1\end{matrix}}\right)^{-1}=\left({\begin{matrix}1&0&0\\-1&1&-1\\0&0&1\end{matrix}}\right).}

### 톰-2.5
톰-2.5 (km = 3, kn = 2)는 4개의 평가지점을 필요로 한다. 여기에서는 0, 1, -1, ∞를 잡았다:
{\displaystyle \left({\begin{matrix}1&0&0&0\\1&1&1&1\\1&-1&1&-1\\0&0&0&1\end{matrix}}\right)^{-1}=\left({\begin{matrix}1&0&0&0\\0&1/2&-1/2&-1\\-1&1/2&1/2&0\\0&0&0&1\end{matrix}}\right).}

## 참고 문헌
- 커누스. 컴퓨터 프로그래밍의 예술, 제 2권. 1997. 섹션 4.3.3.A: Digital methods, 294쪽.
- R. Crandall & C. Pomerance. Prime Numbers – A Computational Perspective. Second Edition, Springer, 2005. Section 9.5.1: Karatsuba and Toom–Cook methods, 473쪽.
- M. Bodrato. Toward Optimal Toom–Cook Multiplication.... In WAIFI'07, Springer, 2007.